# Проколы на почтовых марках РСФСР и СССР

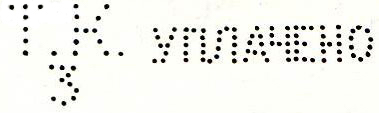
Примеры двух видов гашения проколом, которые использовались на некоторых почтовых марках СССР. Текст проколов:
«Т. К. / 3» (слева) и «УПЛАЧЕНО» (справа)

Проколы на почтовых марках РСФСР и СССР производились в некоторых случаях в период 1918—1958 годов главным образом в порядке вторичного (дополнительного) гашения (с использованием проколов и пробоев). Основной целью таких проколов было предотвращение повторного использования марок.
Введение и отмена вторичного гашения марок посредством проколов осуществлялось согласно циркулярам Народного комиссариата почт и телеграфов (НКПиТ). Существуют также проколы образцов почтовых марок СССР, а также аннулирующие и памятные проколы.

## Описание
Перфорационным проколам подлежали марки, использованные на сопроводительных адресах к посылкам, а также на переводных бланках (или билетах). Проколы делались для исключения повторного оборота почтовых марок, особенно крупнономинальных, применявшихся для франкирования сопроводительных адресов и переводных билетов, что могло нанести ущерб почтовому ведомству. На местах почтовые предприятия самостоятельно решали, какими способами и средствами производить проколы на марках. Проколы могли также наноситься на образцы марок или на почтовые выпуски, в виде памятных проколов по поводу какого-либо события.

## История
В Российской империи вторичное гашение почтовых марок с помощью пробоя (проколов) было введено почтовым ведомством в 1908 году.

Примеры использования гашения пробоем (проколом) в Российской империи
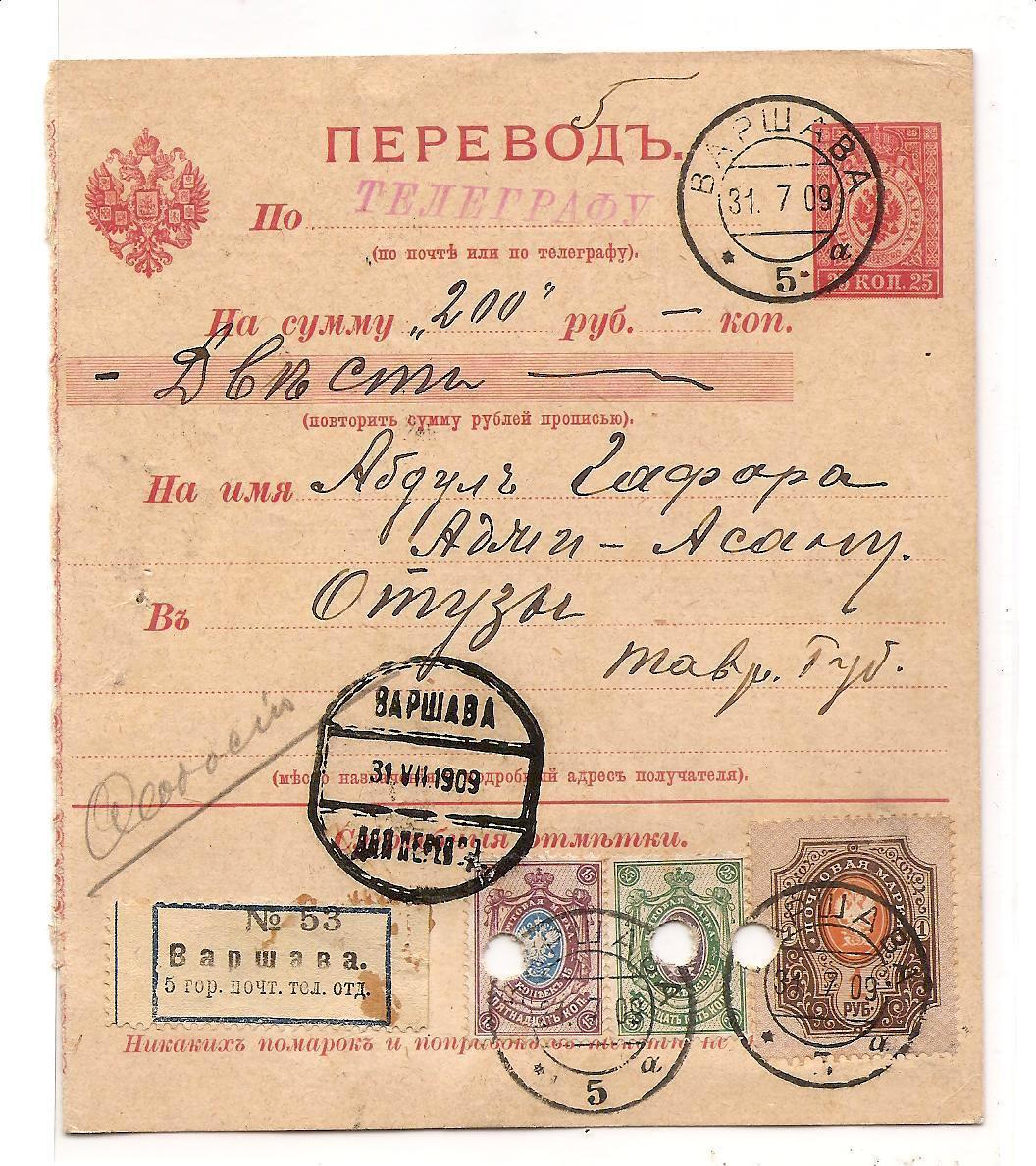
Оплаченный переводной билет телеграфного перевода. Гашение пробоем на марках, наклеенных на бланк (1909)
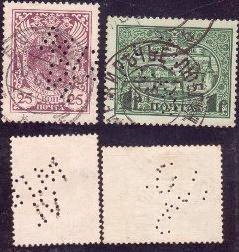
Проколы (фигурного, буквенного, типа[4]) на марках 1910-годов

Такой порядок продолжали соблюдать и после Октябрьской революции, вплоть до 1919 года. Вторичное гашение проколами встречается на почтовых марках, погашенных почтовыми штемпелями с датами 1919 года. 10 декабря 1919 года был издан циркуляр НКПиТ РСФСР № 1346, который приостановил практику прокалывания марок.
Циркуляр НКПиТ СССР № 34/83 от 26 января 1925 года, восстановивший вторичное гашение проколами, гласил:
В целях устранения могущих быть злоупотреблений с почтовыми марками, бывшими в употреблении, циркуляр НКПиТ от 10/XII 1919 года № 1346 отменяется, а потому предлагается на оплаченных переводных билетах и сопроводительных адресах на выданные посылки вторичное погашение почтовых марок обязательно производить посредством прокола их шилом или частичного обреза ножницами, за исключением переводов и сопроводительных адресов, подаваемых в Московском почтамте, в городских отделениях его и в предприятиях Московского округа связи, а именно: Тверской, Владимирской, Московской, Рязанской, Тульской и Калужской губерний, на которых марки прокалывать и частично обрезать не следует.

Член Наркомпочтель (подпись зачёркнута чернилами).
Вскоре появился дополнительный циркуляр № 34/121 от 6 февраля 1925 года:
В развитие циркуляра от 26.I. с. г. за № 34/83 (бюллетень № 4) предлагается: вторичное гашение почтовых марок на сопроводительных адресах указанным порядком производить во всех предприятиях Союза Республик за исключением сопроводительных адресов на выданные посылки в Московском почтамте и городских его отделений, а равно и сопроводительных адресов на посылки, поданные в долг во всех предприятиях Союза Республик, выданные в Москве.

Подписал за Начфэу Раев.
Ещё один циркуляр № 24/392 от 6 мая 1925 года дал следующие разъяснения:
…2. В месте назначения внутренних посылок тотчас по получении их проверяется правильность оплаты сопроводительных адресов, а затем наклеенные на них марки, независимо от погашения их в месте подачи календарным штемпелем, пробиваются в месте назначения шилом, пуансоном и т. п. инструментом. И лишь после такого уничтожения марок сопроводительные адреса передаются в доставку.

## Классификация
Для вторичного погашения почтовых марок было лишь одно обязательное требование — производить его так, чтобы марками было невозможно больше воспользоваться. При этом на местах наблюдалось разнообразие проколов:
- по размерам,
- по рисункам,
- по способам их производства (шилом, пуансоном, канцелярским дыроколом, пробойником, компостером, перфоратором и т. д).

По характеру и способу нанесения известных проколов они подразделяются на следующие группы:
1. Проколы как вид вторичного гашения.
2. Аннулирующие проколы (то есть проколы аннулирования марки).
3. Проколы образцов новых почтовых марок.
4. Памятные проколы.

Подобные проколы были выполнены в 1958 году в Ленинграде на почтовых блоках и конвертах в ходе филателистической выставки в честь 100-летия русской почтовой марки. Они были двух размеров — большие и маленькие, изображали скрещенные почтовые рожки и стрелки (эмблему почты).
1. Проколы, сделанные при помощи:

- канцелярских дыроколов (разных размеров) либо
- различных других инструментов.

## Сводный перечень проколов
В таблице ниже даются обобщающие сведения по известным проколам на почтовых марках РСФСР и СССР за период 1918—1958 годов.
| Перечень известных перфорационных проколов на советских почтовых марках | Перечень известных перфорационных проколов на советских почтовых марках | Перечень известных перфорационных проколов на советских почтовых марках | Перечень известных перфорационных проколов на советских почтовых марках | Перечень известных перфорационных проколов на советских почтовых марках | Перечень известных перфорационных проколов на советских почтовых марках | Перечень известных перфорационных проколов на советских почтовых марках | Перечень известных перфорационных проколов на советских почтовых марках |
| № по порядку                                                            | № по каталогу ЦФА                                                       | Год выпуска                                                             | Тип прокола                                                             | Вид прокола                                                             | Почтовый штемпель                                                       | Почтовый штемпель                                                       | Примечание |
| № по порядку                                                            | № по каталогу ЦФА                                                       | Год выпуска                                                             | Тип прокола                                                             | Вид прокола                                                             | Название почт. отд.                                                     | Дата                                                                    | Примечание |
| ----------------------------------------------------------------------- | ----------------------------------------------------------------------- | ----------------------------------------------------------------------- | ----------------------------------------------------------------------- | ----------------------------------------------------------------------- | ----------------------------------------------------------------------- | ----------------------------------------------------------------------- | --- |
| 1                                                                       | 2                                                                       | 1918                                                                    | Гашение проколом                                                        | М. П. / ?                                                               | штемпель неразборчив                                                    |                                                                         | Первый революционный выпуск почтовых марок РСФСР |
| 2                                                                       | 104, 105                                                                | 1923                                                                    | Гашение проколом                                                        |                                                                         |                                                                         |                                                                         | «1923/24. Октябрь—январь. Марки оригинальных рисунков. Марки № 18 и 19 встречаются с неофициальными проколами». |
| 3                                                                       | 109, 110, 113, 114, 117, 118, 121, 122, 124                             | 1924—1925                                                               | Проколы образцов                                                        |                                                                         |                                                                         |                                                                         | «1924—1925. Марки выпуска 1924 г. с изображением рабочего, крестьянина и красноармейца. Марки в 2, 3, 7, 8, 20, 30 коп., 1 руб., 2 и 5 руб. имеются горизонтальными полосками в 5 штук с пробитым перфоратором словом „образец“». |
| 4                                                                       | 115                                                                     | 1925                                                                    | Гашение проколом                                                        | М. П. / 13                                                              | Кокчетав. Акмол. г.                                                     | 24.1.1925 г.                                                            | |
| 5                                                                       | 134А                                                                    | 1924                                                                    | Гашение проколом                                                        | ПОГ.…                                                                   | штемпель неразборчив                                                    |                                                                         | |
| 6                                                                       | 137                                                                     | 1925                                                                    | Гашение проколом                                                        | М. П. / 71                                                              | неразборчив                                                             | 1925 г.                                                                 | |
| 7                                                                       | 139                                                                     | 1925                                                                    | Гашение проколом                                                        | Уплачено                                                                | Егорьевск Моск. г.                                                      | неразборчив                                                             | |
| 8                                                                       | 143                                                                     | 1925                                                                    | Гашение проколом                                                        | Выдано                                                                  | Верхотурье                                                              | неразборчив                                                             | |
| 9                                                                       | 149                                                                     | 1925                                                                    | Гашение проколом                                                        | М. П. / 71                                                              | вокзал                                                                  | неразборчив                                                             | |
| 10                                                                      | 164а                                                                    | 1926                                                                    | Гашение проколом                                                        | ПОГ.…                                                                   | штемпель неразборчив                                                    |                                                                         | |
| 11                                                                      | 165                                                                     | 1926                                                                    | Гашение проколом                                                        | В. П.                                                                   | Новосибирск                                                             | 29.11.1927 г.                                                           | |
| 12                                                                      | 171.1                                                                   | 1926                                                                    | Аннулирующие проколы                                                    | Горизонтальная линия                                                    | не прошедшие почту                                                      |                                                                         | «Марки 171-1, 172 и 172-1 встречаются с аннулирующей горизонтальной перфорацией». |
| 13                                                                      | 172                                                                     | 1926                                                                    | Аннулирующие проколы                                                    | Горизонтальная линия                                                    | не прошедшие почту                                                      |                                                                         | То же. |
| 14                                                                      | 172.1                                                                   | 1926                                                                    | Аннулирующие проколы                                                    | Горизонтальная линия                                                    | не прошедшие почту                                                      |                                                                         | То же. |
| 15                                                                      | 196-1, 197-1                                                            | 1924                                                                    | Гашение проколом                                                        |                                                                         | Ставропольская губ.                                                     |                                                                         | «1924. Траурные марки № 23—26 в память о В. И. Ленине, изменённого размера 20,5 на 26 мм, с более толстыми буквами надписей (средняя рамка). Марки № 40 и 41 встречаются с неофициальными проколами (Ставропольская губ.)».       |
| 16                                                                      | 205                                                                     | 1924                                                                    | Гашение проколом                                                        | Выдано                                                                  | Таврич. г.                                                              | 25.2.1927 г.                                                            | |
| 17                                                                      | 220—222 (индивидуально указаны ниже)                                    | 1926                                                                    |                                                                         |                                                                         |                                                                         |                                                                         | «1926. Март. Марки № 148—150 с зубцами 10½. Гашёные марки этого выпуска с вполне целыми зубцами встречаются довольно редко. О пробитых компостером марках см. замечание после № 111[≡]».                                          |
| 18                                                                      | 220                                                                     | 1926                                                                    | Гашение проколом                                                        | В. П.                                                                   | Новосибирск                                                             | 29.11.1927 г.                                                           | |
| 19                                                                      | 220                                                                     | 1926                                                                    | Гашение проколом                                                        | Выдано                                                                  | Омск                                                                    | неразборчив                                                             | |
| 20                                                                      | 220                                                                     | 1926                                                                    | Гашение проколом                                                        | П. О. / 4                                                               | штемпель неразборчив                                                    |                                                                         | |
| 21                                                                      | 220                                                                     | 1926                                                                    | Гашение проколом                                                        | Т. К. / 3                                                               | Ростов-на-Д.                                                            | 1.1926 г.                                                               | |
| 22                                                                      | 221                                                                     | 1926                                                                    | Гашение проколом                                                        | В. О.                                                                   | неразборчив                                                             | 21.9.1928 г.                                                            | |
| 23                                                                      | 222                                                                     | 1926                                                                    | Гашение проколом                                                        | М. П. / 71                                                              | штемпель неразборчив                                                    |                                                                         | |
| 24                                                                      | 222                                                                     | 1926                                                                    | Гашение проколом                                                        | П. О. / 4                                                               | штемпель неразборчив                                                    |                                                                         | |
| 25                                                                      | 222                                                                     | 1926                                                                    | Гашение проколом                                                        | Т. К. / 3                                                               | неразборчив                                                             |                                                                         | |
| 26                                                                      | 223, 224 (индивидуально указаны ниже)                                   | 1927                                                                    | Гашение проколом                                                        |                                                                         |                                                                         |                                                                         | «1925. Июль. Марки оригинального рисунка № 100 и 111. Марки с зубцами 10½ выпущены в начале 1927 года. Марки этого выпуска, пробитые компостером, расцениваются на 75 % ниже указанной цены на гашёные экземпляры[^]».            |
| 27                                                                      | 223                                                                     | 1927                                                                    | Гашение проколом                                                        | Выдано                                                                  | Якутск                                                                  | 24.3.1928 г.                                                            | |
| 28                                                                      | 223                                                                     | 1927                                                                    | Гашение проколом                                                        | П. Г.                                                                   | Ташкент                                                                 | 27.2.1928 г.                                                            | |
| 29                                                                      | 224                                                                     | 1927                                                                    | Гашение проколом                                                        | Т. К. / 3                                                               | штемпель неразборчив                                                    |                                                                         | |
| 30                                                                      | 224А                                                                    | 1925                                                                    | Гашение проколом                                                        | П. О. / 3                                                               | штемпель неразборчив                                                    |                                                                         | |
| 31                                                                      | 281                                                                     | 1927                                                                    | Гашение проколом                                                        | Уплачено                                                                | Егорьевск                                                               | неразборчив                                                             | |
| 32                                                                      | 282                                                                     | 1927                                                                    | Гашение проколом                                                        | Уплачено                                                                | Козелец                                                                 | 8.10.1928 г.                                                            | |
| 33                                                                      | 282                                                                     | 1927                                                                    | Гашение проколом                                                        | Уплачено                                                                | Саратов                                                                 | 10.10.1928 г.                                                           | |
| 34                                                                      | 283                                                                     | 1927                                                                    | Гашение проколом                                                        | Уплачено                                                                | Егорьевск                                                               | неразборчив                                                             | |
| 35                                                                      | 284                                                                     | 1927                                                                    | Гашение проколом                                                        | В. П.                                                                   | Воронеж                                                                 | 2.2.1928 г.                                                             | |
| 36                                                                      | 284                                                                     | 1927                                                                    | Гашение проколом                                                        | В. П.                                                                   | штемпель неразборчив                                                    |                                                                         | |
| 37                                                                      | 286                                                                     | 1927                                                                    | Гашение проколом                                                        | Уплачено                                                                | Климовичи                                                               | 15.11.1928 г.                                                           | |
| 38                                                                      | 303                                                                     | 1928                                                                    | Гашение проколом                                                        | Уплачено                                                                | штемпель неразборчив                                                    | 1928 г.                                                                 | |
| 39                                                                      | 305                                                                     | 1928                                                                    | Гашение проколом                                                        | И 952                                                                   | штемпель неразборчив                                                    | 3.3.1928 г.                                                             | |
| 40                                                                      | 307                                                                     | 1929                                                                    | Гашение проколом                                                        | Уплачено                                                                | Москва                                                                  | 5.12.1928 г.                                                            | |
| 41                                                                      | 308                                                                     | 1928                                                                    | Гашение проколом                                                        | Т. К. / 2                                                               | штемпель на грузин. языке                                               | неразборчив                                                             | |
| 42                                                                      | 309                                                                     | 1928                                                                    | Гашение проколом                                                        | Погашено                                                                | Москва, 12-е почт. отд.                                                 | 18.9.1925 г.                                                            | |
| 43                                                                      | 309                                                                     | 1928                                                                    | Гашение проколом                                                        | Уплачено                                                                | штемпель неразборчив                                                    |                                                                         | |
| 44                                                                      | 314                                                                     | 1929                                                                    | Гашение проколом                                                        | К                                                                       | штемпель неразборчив                                                    | 1936 г.                                                                 | |
| 45                                                                      | 316                                                                     | 1929                                                                    | Гашение проколом                                                        | К                                                                       | БССР                                                                    | неразборчив                                                             | |
| 46                                                                      | 2214, 2215                                                              | 1958                                                                    | Памятные проколы                                                        |                                                                         |                                                                         |                                                                         | «Памятные проколы на почтовых блоках и конвертах, произведённые во время филателистической выставки, посвящённой 100-летию русской почтовой марки в 1958 году в Ленинграде».                                                      |